# Норвезькі елькхунди
Норвезький елкхунд (норв. norsk elghund grå) — порода шпицеподібних мисливських собак, виведена в Норвегії. Назва походить від elg (норв. лось) і hund (норв. собака). Використовується під час полювання на лося та інших копитних.

## Історія
Вікінги зі Скандинавії під час морських подорожей брали з собою сильних і морських собак. Археологи знайшли кісткові залишки цих собак поруч із затонулими вікінгськими кораблями. Ці собаки, які супроводжували вікінгів у їхніх пригодах, були попередниками сучасного норвезького елькхунда.

## Зовнішній вигляд
Норвезький елькхунд — це компактний собака з квадратною формою тіла та гармонійними пропорціями. Його висота в холці зазвичай становить від 46 до 51 см, а вага близько 20 кг.
Голова широка з округлим лобом та неглибоким переходом до морди. Його вуха стоячі, гострі та невеликі. Груди широкі та об'ємні, а спина міцна. Хвіст високо посаджений і закинутий на спину у формі кільця.
Щільна та густа шерсть норвезького елькхунда має м'який підшерсток. На грудях та навколо шиї він має пишний комір. Забарвлення цієї породи включає остьове волосся сірого кольору з чорними кінчиками, та світло-сірий підшерсток.

## Темперамент
Норвезький елькхунд — це життєрадісний та приязний собака, гарний для життя в сім'ї. Він може охороняти будинок господаря і добре ладнає з дітьми. Цей енергійний пес має незалежну натуру та почуття гідності. Щоб підтримувати гармонійний стосунок з ним, важливо використовувати лагідний, але стійкий метод виховання. Завдяки своїй густій та рясній шерсті, норвезький елькхунд витримує будь-яку погоду.
Норвезькі елькхунди сірі також можуть використовуватися для рятувальних операцій та служби в рятувальних загонах, завдяки їхній спритності та інтелекту.